# 삼화여객 (경남)
삼화여객(三和旅客)은 경상남도 거제시의 시내버스 운수 업체이며, 본사는 경상남도 거제시 거제중앙로 1525 (상문동)에 있다.

## 연혁
- 1979년 9월 7일 : 회사 설립

## 운행 노선
순환/시내 노선에는 모두 타 업체와 함께 공동 배차에 참여하고 있으며, 순환 노선(13개 노선)을 비롯해 시내 노선과 시계외노선(50번대)은 세일교통과 함께 1달 간격으로 순환하면서 배차에 참여하고 있다. (단 급행 2000번은 고정배차다.)

## 보유 차종
현대자동차
- 현대 E-에어로타운
- 현대 그린시티
- 현대 뉴 슈퍼 에어로시티
- 현대 일렉시티
- 현대 유니버스 스페이스 엘레강스
- 현대 뉴 프리미엄 유니버스 엘레강스

## 같이 보기
- 세일교통